# Sycetta
Sycetta é um gênero de esponja marinha da família Sycettidae.

## Espécies
- Sycetta antarctica Brøndsted, 1931
- Sycetta asconoides Breitfuss, 1896
- Sycetta conifera (Haeckel, 1870)
- Sycetta quadriradiata Hozawa, 1929
- Sycetta sagitta de Laubenfels, 1942
- Sycetta sagittifera Haeckel, 1872